# Победа (кинотеатр, Новосибирск)
Центр культуры и отдыха «Победа» — современный киноцентр, расположенный в центре Новосибирска. Открылся в 1926 году, в составе комплекса «Дворец труда» (ныне Сибирский государственный университет водного транспорта), под названием «Пролеткино» и стал не только самым крупным кинотеатром в городе (800 зрительских мест), но и самым передовым: уже в 1932 году здесь начали показывать звуковые фильмы. В 1936 году был переименован в «Октябрь», во время Великой Отечественной войны в здании размещался завод им. Коминтерна, эвакуированный из Ленинграда. В 1952 году после реконструкции кинотеатр был открыт под сегодняшним именем «Победа». После нескольких лет забвения и масштабной реконструкции, произведённой интернациональной командой архитекторов, дизайнеров и строителей, кинотеатр открылся в 2006 году. Сейчас это современный культурный центр, здесь расположено 7 кинозалов общей вместимостью 1101 мест, конференц-зал, галерейное пространство, кофейня «Утровечера», кино-кафе «Премьера», ночной клуб и летняя концертная площадка.

## История
В 1925 г. по проекту инженера «Госстроя» С. А. Шестова было построено здание «Дворца труда», в составе комплекса сооружений которого был создан кинозал «Пролеткино». В 1936 г. помещение было реконструировано архитектором В. С. Масленниковым, кинотеатр получил новое название — «Октябрь». Во время Великой Отечественной войны в этом здании размещались цеха эвакуированного в Новосибирск завода, выпускавшего оборонную продукцию. В 1948 г. неоднократно поднимается вопрос об освобождении от различных учреждений здания кинотеатра «Октябрь». Архитекторы Г. Ф. Кравцов, Б. А. Биткин, А. П. Мордвов разработали проект его реконструкции, к реализации которого приступили в июле 1951 г. Внутри здания было фойе с эстрадой, зрительный зал на 628 мест, буфетная стойка и кассовый зал. Открытие состоялось 5 октября. В этот день демонстрировался кинофильм «Падение Берлина». Открытие вылилось в большое политическое и культурное событие, которое своеобразно ассоциировалось с великой Победой советского народа в тяжелейшей войне.
9 мая 1952 года кинотеатру было решено присвоить название «Победа».
Местоположение кинотеатра расширило ареал сосредоточения учреждений культуры в центральной части города, который ранее формировался на отрезке Красного проспекта от площади им. В. И. Ленина до кинотеатра им. В. В. Маяковского, являвшегося районом массового посещения населения, особенно в вечерние часы.
В 1958 г. институт «Новосибпроект» разработал проектное задание на строительство широкоэкранного кинотеатра на 960 мест, с размерами зрительного зала 18X36 м, высотой 9 м, с экраном 6×15 м. Проект составляли архитекторы Г. Ф. Кравцов и Г. П. Зильберман. Кинотеатр был построен к 1959 г. Он представлял собой пристройку к существующему зданию кинотеатра «Победа» без какого-либо изменения его общей композиции. Таким образом, кинотеатр стал двухзальным с общим фойе и служебными помещениями, существовавшими ранее. В 1967 г. новый зал кинотеатра был перестроен частично для показа широкоформатных фильмов. В 1967 г. на улице с левой стороны здания был установлен экран для показа киножурналов и мультфильмов. В годы «оттепели» и «развитого социализма» «Победа» превратилась во флагман культуры. Здесь проводили премьеры советских и европейских фильмов, просветительские лекции. Нелёгкие времена переживал кинотеатр в девяностых годах. Отечественный прокат исчез, здание обветшало и требовало ремонта. Оставшиеся помещения приходилось сдавать в аренду.

## Архитектура
Колоннада восьмиколонного портика увенчана антаблементом с крупными модильонами под карнизом. На фризе антаблемента — надпись: «кино ПОБЕДА кино». Фуст колонн портика рустованы на всю высоту. Главный вход выделен пилястровым портиком, завершенным треугольным фронтоном с лепным декором в Тимпане. Над порталом расположен Картуш, надпись на котором утрачена. Остались неосуществлёнными такие проектные элементы фасадной композиции портика, как ниши с бюстами героев войны, а также декоративные вазы в арках стены по сторонам портика.
Особенностью архитектуры здания являются его интерьеры, выполненные в классических традициях. В зрительных залах — настенные бра, люминесцентные лампы (первоначальное решение освещения залов с потолка через широкие матовые плафоны не используется). Сохранены первоначальные элементы интерьеров: деревянный тамбур с накладными фигурными элементами, филенчатыми полотнами, двери выходов из залов на улицу с декоративными деревянными элементами.

## Реконструкция 2006
В 2002 году в центре культуры и отдыха «Победа» началась комплексная реставрация. Для восстановления кинотеатра была приглашена интернациональная команда: специалисты из Италии, Америки, Финляндии и Эстонии. Творческая группа архитекторов и реставраторов решила превратить «Победу» в современный киноцентр, сохранив при этом очарование зодчества сталинской эпохи.
Внешне кинотеатр практически не изменился, основная реконструкция произошла внутри здания: к двум кинозалам пристроили ещё два, расширили фойе. Лепнину, украшающую интерьер и значительно пострадавшую за годы постсоветских кризисов, решено было восстановить в первозданном виде. Белоснежные колосья и прочие элементы социалистической «старины» на фоне хай-тековских стен в синей гамме предали современному интерьеру кинотеатра «Победа» элегантность и торжественность. В декабре 2006 года завершилась очередная реконструкция кинотеатра. Стоимость реконструкции — $10 млн. Укреплён фундамент здания, его стены и перекрытия. Полностью заменена стропильная система и заново сконструирована кровля. Количество залов увеличено до пяти. Введены новые системы звука и шумопоглощения. Внешний вид здания реставрирован без значительных изменений.
Белая галерея. 
Весной 2017 года в кинотеатре открылось выставочное пространство «Белая галерея» площадью около 400 квадратных метров, состоящая из двух залов, оборудованная по последнему слову техники. Первой фотовыставкой стала экспозиция «Итальянское кино в объективе Анджело Фронтони» из собрания Национального музея кино города Турина. Коби Леви, дизайнер работающий с Леди Гагой и Мадонной, представлял в залах галереи свои работы. Образовательно-просветительский формат является основной задачей пространства.

## Культура
В 1969 году Кшиштоф Занусси представил в Победе свою дебютную ленту «Структура кристалла»: "После этих «надутых» академических разговоров в Москве я попал на настоящих людей, на свежие, смелые мысли. Это совсем другая Россия, лично мне очень близкая, " — позже признавался режиссёр.
Фестивальные программы стали традиционным форматом для «Победы»: фестивали немецкого, британского, французского кино, ретроспективы таких признанных мастеров как Люк Бессон, Ингмар Бергман и Вим Вендерс. Новые и авангардные авторы, такие как Корнелиу Порумбою, Хон Сансу или Кристиан фон Боррис, регулярно презентуют свои ленты в кинотеатре.
Гостями «Победы» были такие популярные деятели искусства как Кароль Буке, Йос Стеллинг, Брюно Дюмон, Эмир Кустурица, Жак Одиар, Сергей Полунин. Французский продюсер и куратор Жоэль Шапрон — частый гость кинотеатра — который неоднократно помогал в формировании фестивальных программ.
Андрей Звягинцев, будучи студентом театрального училища, делал для «Победы» закадровые переводы, а годы спустя, став фаворитом европейских фестивалей, проводит свои авторские премьеры в родном городе.
В 2016 году в кинотеатре было показано 140 киноверсий постановок Theatre HD и около 250 документальных картин.
В январе 2024 года кинотеатр стал местом предпрьемьерного показа фильма «Суворовец 1944»